# N673 (België)
De N673 is een gewestweg in de Belgische provincie Luik. De weg verbindt de N3 en N621 in Fléron met de N62 in Gomzé. De route heeft een lengte van ongeveer 11 kilometer.

## Plaatsen langs de N673
- Fléron
- Fonds de Fôret
- Prayon
- Trooz
- Gomzé